# Hannah Macleod
Hannah Louise Macleod (Boston, 9 juni 1984) is een Engelse hockeyspeelster. In 2015 won Macleod met de Engelse ploeg de Europese titel.
Macleod won 2016 met de Britse hockeyploeg de gouden olympische medaille, door in de finale Nederland te verslaan na het nemen van shoot-outs.

## Erelijst

### Groot-Brittannië
- 2012 –  Olympische Spelen in Londen
- 2016 –  Olympische Spelen in Rio de Janeiro

### Engeland
- 2014 - 11de WK in Den Haag
- 2015 -  EK in Londen